# Лиман

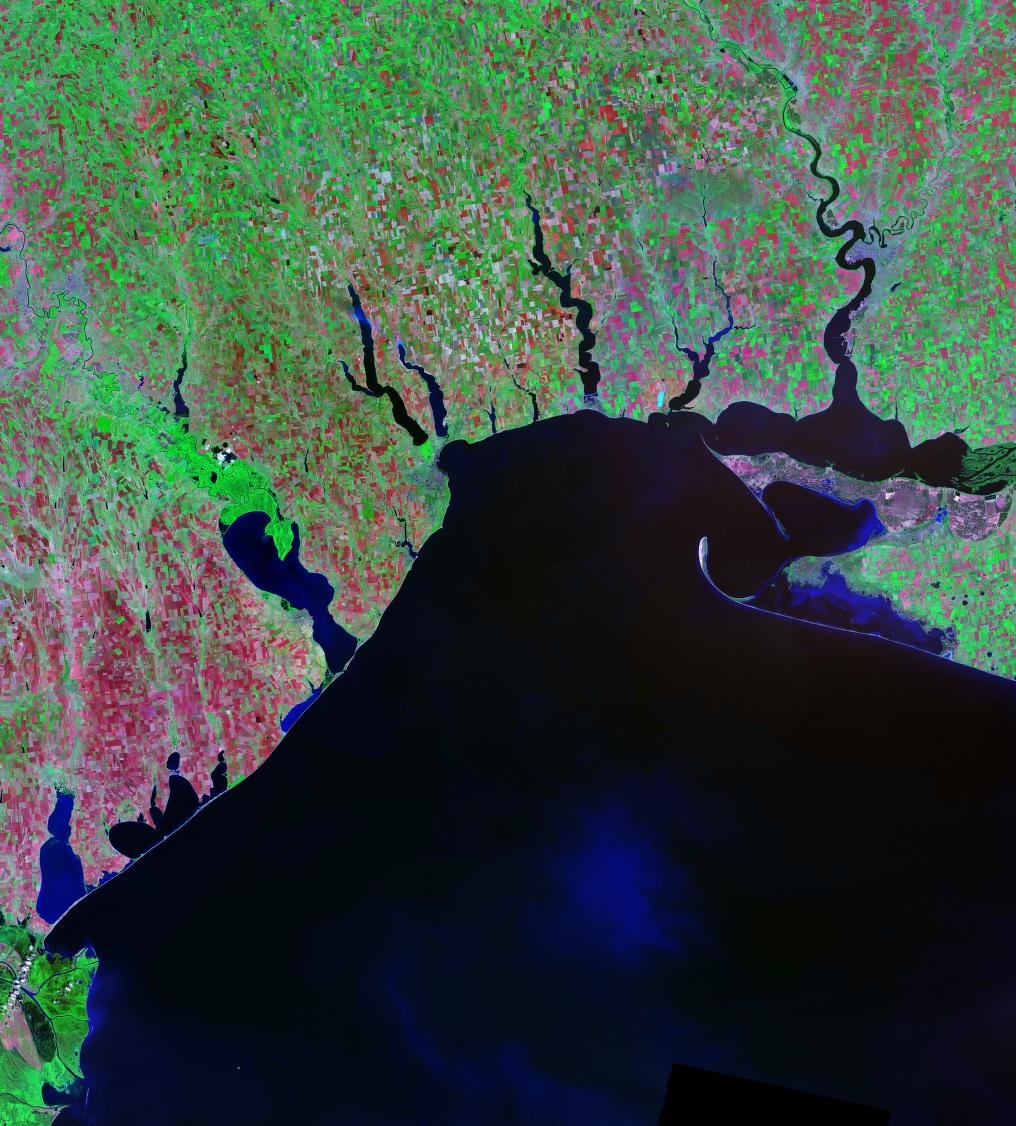
Лимани Північно-Західного Причорномор'я

Лима́н (грец. λιμένας — «гавань», «бухта») — затоплена пригирлова частина річкової долини (або балки), що перетворилася на мілку й витягнуту затоку. Складається з озерець солоної води, мулистих берегів і солелюбної рослинності.

## Види
Лимани бувають двох типів:
- лагуна,
- естуарій.

Також розрізнюють:
- лиман відкритий,
- лиман закритий.

Іноді лимани не є ні лагунними, ні естуарійними. До таких частіше належать лимани і Чорного моря.
Відкритий лиман має постійний водообмін із морем і досить велику та сталу площу водного дзеркала. Закритий лиман (лиманне озеро) відмежований від моря косою, пересипом, його розміри змінюються залежно від випаровування і надходження води; рівень води в ньому нижчий за рівень моря, живлення відбувається переважно за рахунок малих річок або інфільтрації морської води чи під час прориву коси внаслідок шторму. Відкриті лимани поступово замулюються, закриті — заболочуються і заростають галофітною рослинністю.

## Утворення
Лимани утворюються в затоках річок і в місцях їхнього впадіння в море. Територія, на якій розташований лиман, зазвичай захищена від руйнівного впливу морських хвиль скелями або піщаними обмілинами. Проте коли вітер дме з моря, рівень води на території лиману може значно підвищитися, тому вода на деякий час затоплює більшу частину лиману. Рослини, що ростуть на лимані, допомагають осушити землю. Також вони затримують мул, намули й пісок, що виноситься на сушу річками або морськими хвилями. Відкладення, що накопичуються повільно, але безперервно, збільшують площу суходолу.

## Біота
На лиманах можна зустріти безліч видів рослин та дрібних безхребетних тварин. Птахи, що оселяються на морському узбережжі, шукають тут собі поживу. Довгоногі птахи, наприклад, коловодники, вигрібають із болота безхребетних. Коловодники (великий і звичайний) висиджують свої яйця на купинах. Іноді вода заливає гніздо повністю і птахи змушені братися за наступну кладку. На безпечній висоті свої яйця насиджують такі птахи, як чаплі, мартин звичайний, мартин сріблястий, жайворонок польовий та чайка звичайна.
На лиманах під час міграцій трапляються чорна казарка і свіязь, а також земляні в'юрки. Узимку тут можна зустріти сокола сапсана. Влітку з'являються метелики 'Anthocharis Cardamines' і білани, павуки, серцевидки і черви роду 'Annelida'.
Всі рослини лиманів — галофіти. Багато з них у своїх м'ясистих воскових листях здатні накопичувати воду.

## Лимани України
В Україні лимани поширені на узбережжях Чорного й Азовського морів.
- Будацький — 27—32 км²
- Дніпровсько-Бузький
- Дністровський — 360 км²
- Куяльницький — 60—56 км²
- Молочний — 168 км²
- Сухий — 15 км²
- Тилігульський — 70—150 км²
- Хаджибейський — 70 км²
- Утлюцький лиман — 400 км²

Лимани використовують для лікувальних цілей (лікувальні грязі), добування кухонної солі та мінеральної сировини.